# Moravská filharmonie Olomouc
Moravská filharmonie Olomouc je symfonický orchestr, který sídlí v Olomouci. Je organizátorem a pořadatelem hudebního festivalu Dvořákova Olomouc a Mezinárodního varhanního festivalu. V rámci edukačních aktivit pořádá pravidelně  vzdělávací koncerty pro školy i Mezinárodní dirigentské kurzy. Moravská filharmonie je od 1. 1. 2025 součástí sloučené organizace Moravské divadlo a Moravská filharmonie. Zřizovatelem je statutární město Olomouc.  

## Historie
Bezprostředně po skončení druhé světové války vznikl v Olomouci  Městský symfonický orchestr z iniciativy členů bývalého německo–českého divadelního válečného orchestru. Mezi hlavní zakladatele patřili Miroslav Melkus, Dalibor Doubek, Alfred Erat a Julius Žaloudek. Orchestr v počtu 22 členů, doplněný o hráče operního orchestru,  měl první koncert 26. května 1945 v městském divadle. Během dalších měsíců byl postupně doplněn o nové členy a  od září 1945 začal používat nový název Moravská filharmonie. Orchestr sdílel své sídlo s divadelním souborem v budově na Masarykově náměstí (nyní Horní), koncerty se konaly ve Fučíkově sále (nyní  Reduta). Zkoušelo se v budově Žerotína ve Slovenské ulici.  Provozovatelem byl olomoucký národní výbor. Orchestr se zpočátku potýkal s malým zájmem publika, narůstající rozpory ve vedení vedly k rezignaci Dalibora Doubka na místo šéfdirigenta. 

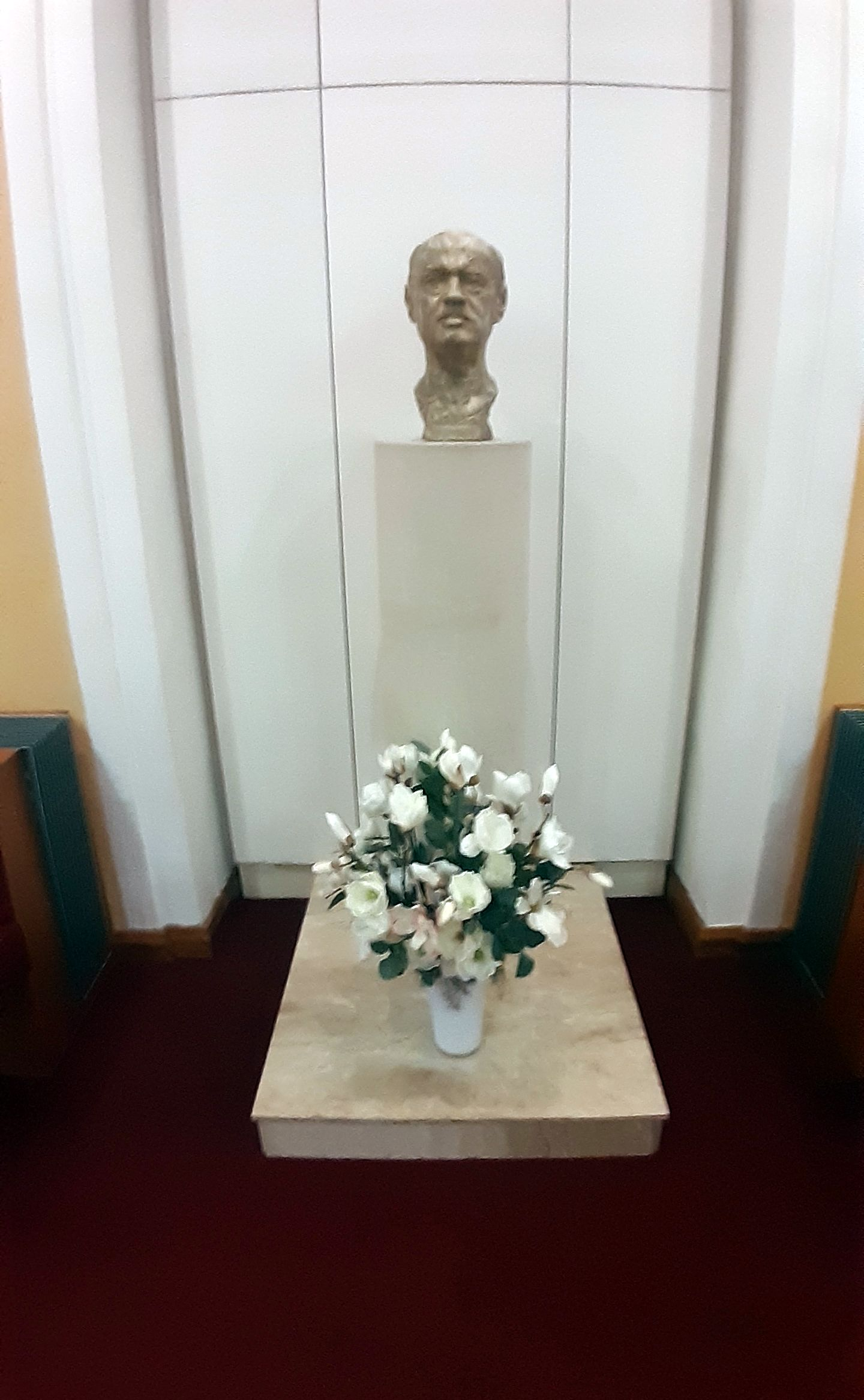
Busta Fr. Stupky ve foyer koncertního sálu Reduta

Pro sezónu 1946–47 dostal soubor nové vedení. Ředitelem se stal Ferdinand Fischer, šéfdirigentem a uměleckým ředitelem prof. František Stupka. Během jejich dlouholetého  působení se orchestr finančně stabilizoval, získal kvalitní hráčské obsazení a rozšířil se okruh posluchačů. Kromě abonentních koncertů pořádala Moravská filharmonie turné po českých městech, v letních měsících hostovala v českých a slovenských lázních (Luhačovice, Trenčianské Teplice, Piešťany). V roce 1950 poprvé vystoupila na festivalu  Pražské jaro. Od roku 1952 jí byl přiznán status státního symfonického orchestru.
Františka Stupku po jeho odchodu v roce 1956 vystřídal na postu šéfdirigenta Milivoj Uzelac. Moravská filharmonie pod jeho vedením v roce 1958 vyjela na svůj první zahraniční koncert do polských Katovic. V roce 1957 byla k filharmonii přidružena dvě tělesa: pražský soubor Dvořákovo kvarteto (do roku 1988) a pěvecký sbor Žerotín, vzniklo také Dechové kvinteto Moravské filharmonie. Byl založen festival Olomoucké hudební jaro. Po koncertu na mezinárodním sjezdu psychiatrů v Jeseníku v září 1959, na kterém hráči vystoupili v civilním oblečení, byli ředitel Fischer i šéfdirigent z čela filharmonie odvoláni.  
V roce 1960 se hlavním dirigentem stal Jaromír Nohejl, který ve své funkci setrval 27 let. Za jeho působení byl rozšířen počet abonentních cyklů, konaly se výchovné koncerty pro mládež. Během festivalu Olomoucké hudební jaro byly uváděny symfonie v místních chrámech. Kantátové pořady Žerotína a MFO dirigovali kromě Jaromíra Nohejla také Pavel Vondruška a Zdeněk Mácal, který jako druhý dirigent vedl sbor i komorní orchestr.  U příležitosti oslav dvacáté koncertní sezony (1964/65) se uskutečnil  nový cyklus Dvacet let s Moravskou filharmonií  a k  řízení orchestru bylo pozváno pět zahraničních dirigentů. Roku 1969 byl založen  Mezinárodní varhanní festival a MFO se stala hlavním pořadatelem.  V 70. letech se  také zvýšila zájezdová činnost souboru. Kromě Maďarska, NDR a Rumunska filharmonie několikrát absolvovala cesty do Itálie, NSR, Španělska a Řecka. Při svém odchodu v roce 1987 byl Jaromír Nohejl jmenován čestným členem  MFO, která během jeho působení upevnila své místo mezi předními domácími symfonickými orchestry.  
V letech 1963–1964 byla provedena přestavba koncertního sálu Reduta a po propojení s bývalým hotelem Merkur získala filharmonie v roce 1967 potřebné prostory pro organizační a technické zázemí.  Ředitelem byl od roku 1972 do roku 1991 Přemysl Chudoba.
Po sametové revoluci v roce 1989 se Moravská filharmonie stala příspěvkovou organizací města Olomouce. Ředitelem byl v roce 1993 jmenován Vladislav Kvapil, který tuto funkci vykonával až do roku 2017.  Na postu šéfdirigenta se po Stanislavu Macurovi (1987–1992) a Jiřím Mikulovi (1992–1997) objevil první zahraniční umělec, Jin Wang původem z Číny (1997–2001).  Od roku 1992 začala filharmonie pořádat mezinárodní dirigentské kurzy, o tři roky později  nahrála první CD.
V roce 2001 proběhla rekonstrukce koncertního sálu, při které se výrazně zlepšily akustické poměry a zvýšila kapacita na 500 sedadel. Byl také zakoupen nový koncertní klavír od vídeňské  firmy Bösendorfer. Akce byla financována z prostředků města Olomouce ve výši 33,5 milionu Kč.  Hlavním dirigentem byl  v roce 2002 jmenován František Preisler, po kterém v letech 2005–2018 tuto funkci vykonával Petr Vronský. Přispěl ke zvýšení zájmu obyvatel města a regionu o klasickou hudbu i prestiže Moravské filharmonie. Zavedl veřejné generální zkoušky, pořádal cyklus výchovných koncertů, za jeho vedení vystupovali s filharmonií mnozí známí čeští a zahraniční umělci. V sezóně 2005–2006  se uskutečnilo první zahraniční turné mimo evropský kontinent v Hongkongu.  V roce 2013 bylo pro Moravskou filharmonii zakoupeno nové koncertní křídlo Steinway za 3,5 mil. Kč. Původní nástroj Bösendorfer byl předán Moravskému divadlu.  Následovníky Vronského  na místě šéfdirigenta byli Jakub Klecker a od roku 2022 maďarský dirigent Zsolt Hamar.   

## Repertoár
Za dobu své existence si Moravská filharmonie Olomouc vytvořila rozsáhlý a rozmanitý repertoár. Věnuje se především velkým tvůrcům světové hudby 19. a 20. století, propaguje však i soudobou českou a světovou hudební tvorbu. Důležité místo v dramaturgii zaujímají díla českých klasiků Antonína Dvořáka, Bedřicha Smetany, Leoše Janáčka a Bohuslava Martinů. Součástí repertoáru jsou i multižánrové koncerty, při nichž v provedení symfonického orchestru zní filmová, jazzová, lidová i populární hudba.  Filharmonie nastudovala koncertní provedení opery Porgy a Bess George Gershwina, v sezoně 2005/06  uskutečnila koncertní turné po českých městech s pěvkyní Evou Urbanovou a s Karlem Gottem. V letech 2005–2013 účinkovala jako doprovod filmové projekce promítané v kině Metropol pod vedením dirigenta a autora hudby Roberta Israela. 
Moravská filharmonie spolupracuje s mladými talentovanými absolventy JAMU a HAMU, kterým dává příležitost osvojit si práci s orchestrem a vystoupit před publikem. Komorní soubory MFO vystupují i v různých zajímavých prostorách (Husův sbor, Červený kostel, Klášterní Hradisko), často za účasti známých sólistů.
K ojedinělým událostem v historii MFO patřily československá premiéra Skotské balady pro dva klavíry a orchestr op. 26 u klavíru s manželi Lejskovými za osobní účasti autora Benjamina Brittena (1964) a československá premiéra Symfonie op. 9 Arva Pärta (1970).

## Šéfdirigenti
- Dalibor Doubek (1945–1946)
- František Stupka (1946–1956)
- Milivoj Uzelac (1956–1960)
- Jaromír Nohejl (1960–1987)
- Stanislav Macura (1987–1992)
- Jiří Mikula (1992–1997)
- Jin Wang (1997–2001)
- František Preisler (2002–2005)
- Petr Vronský (2005–2018)
- Jakub Klecker (2019–2022)
- Zsolt Hamar (2022–)

## Hostující sólisté a dirigenti
Mstislav Rostropovič, Václav Hudeček, Josef Suk, Sviatoslav Richter, Yehudi Menuhin, Gidon Kremer, Václav Neumann, Libor Pešek, Otto Klemperer, Ivo Kahánek, Ivan Klánský, Misha  Maisky a další

## Ocenění
V červnu 2011 filharmonie obdržela Cenu města Olomouce za počin roku 2010 v oblasti kultura, a to za koncert k 10. výročí zapsání Sloupu Nejsvětější Trojice na seznam památek UNESCO.